# Alain V de Rohan
Pour les articles homonymes, voir Alain de Rohan, Alain et Rohan.
Alain V de Rohan (né en 1205 - décédé en 1242), 7e vicomte de Rohan, frère d'Olivier Ier de Rohan et fils d'Alain IV de Rohan.

## Biographie
Il épouse Eléonore de Porhoët, cohéritière du Porhoët, fille d'Eudon III de Porhoët, vicomte de Porhoët, et d'Eléonore de Léon. Ils eurent 6 enfants :
- Alain VI de Rohan, vicomte de Rohan ;
- Geoffroi (vivant en 1271), S.A. ;
- Villaine, épouse de Richard seigneur de la Roche-Jagu ;
- Jeanne, épouse Mathieu de Beauvau, dit en breton Mazé Traonioliz (fils de René de Beauvau, connétable de Naples) ;
- Mabille, épouse en 1251 Robert de Beaumetz ;
- Tiphaine, épouse Geoffroy II de Lanvaux ;

## Armoiries
| Blason | Blasonnement : De gueules à sept macles d'or, posées 3, 3, 1. |